# Umiastowski

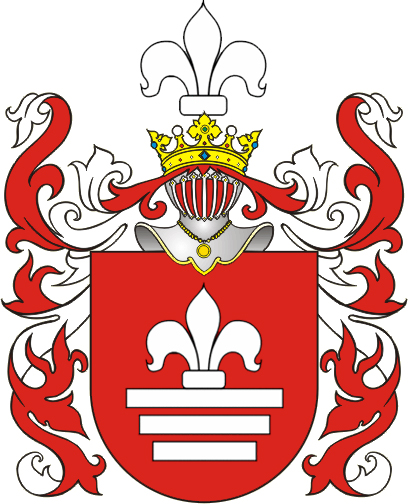
Umiastowski von Nandelstädt coat of arms Roch III.

Umiastowski von Nandelstädt är en aristokratfamilj från Mazovien. Efternamnet von Nandelstädt gavs dem av drottning Kristina av Sverige. 
Familjen ändrade namn från Pierzchałów till Umiastowski, eftersom de i mitten av 1400-talet ägde godset Umiastowo nära huvudstaden Warszawa.
Kända företrädare för familjen är Piotr Umiastowski, en känd filantrop och filosof, utbildad i Bologna, medicine doktor, specialist på pandemier. Han praktiserade bland annat i Lutsk och Lviv på herrgården hos familjen Czartoryski (XVI/XVII) som för övrigt är släkt med Spaniens nuvarande kungafamilj.  
En av grenarna av familjen bosatte sig i Livland (Inflanty), och förvärvade värdigheten ordynat - von Nandelstädt. Familjen ärvde ett antal landområden, Schluckum, Waunx-Moyzen (XVII/XVIII). 
En av de mest kända företrädarna för familjen var då Jan Kazimierz von Nandelstädt Umiastowski, talman i sejmen och sekreterare i det litauiska kansliet för kung Johan II Kasimir, (Jan II Kazimierz) - sonson till Gustav Vasa.
Släkten Umiastowski köpte även mark i Litauen, samtidigt som de hade egendomar i dagens Estland, Lettland, Vitryssland och Polen.
Den mest kända företrädaren för familjen från den tiden var Tomasz Umiastowski - domare i domstolen, deltagare i högsta nationella rådet för Litauen, under Kościuszko-upproret. 
Efter andra världskriget deltog släkten Umiastowski aktivt i livet för ett återuppväckt land. Bronislaw Umiastowski var första kvestor för Stefan Batory University i Vilnius och delvis dess grundare.